# ユナイテッド・ユーティリティーズ
ユナイテッド・ユーティリティーズ（英: United Utilities Group plc）は、イングランド北西部・ウォリントンに本部を持ち、北西イングランドで水道事業を行う株式会社。ロンドン証券取引所上場企業（LSE: UU）。

## 沿革
1989年7月、イングランドの水道事業の民営化に伴い、North West Water Group plcが設立され、1995年に同社の隣接地域を担当するNorweb plcと合併、1996年4月に現在の社名に変更された。しばらく運営ブランドは合併前のNorth West WaterとNorwebが併用されたが、2001年にはブランド名も社名に合わせ統一された。水道事業以外に通信事業および配電事業にも関与していたが、通信事業は2007年3月までに、配電事業は同年12月までに売却された。なお、1998年1月から2007年6月までニューヨーク証券取引所にも株式を上場していた。
2016年6月、水市場の規制緩和に備え、同業のセバーン・トレントと合弁事業のWater Plusを設立し、法人顧客への販売サービスを開始した。
ユナイテッド・ユーティリティーズはグレーター・マンチェスター、マージーサイド、ランカシャー、カンブリア、チェシャーの大部分およびダービーシャーの一部地域で事業を行っている。